# メロン熊
メロン熊（メロンくま）は、北海道夕張市の「メロン熊の家」のマスコットキャラクター。頭がメロンになったクマの姿をしている。

## 概要
「夕張名物の夕張メロンの畑で野生のヒグマによる食害が発生」というニュースをヒントに発案されたキャラクター。「夕張のおいしいメロンを食い荒らして変貌したフルーツアニマル」と設定された。
グッズ等では、熊の顔が付いたマスクメロンに直接手足と尻尾が付いたデザインだが、着ぐるみでは人間が中に入る都合上、胴体に手足が付いている（尻尾のみは後頭部にある）。着ぐるみは当初、多少かわいくデフォルメされた「マイルドなメロン熊」のみだったが、後にリアルにヒグマを再現した「凶暴化したメロン熊」も登場。マイルドなメロン熊と凶暴化したメロン熊が共演することもあるが、通常は特に区別されることもなく両方とも「メロン熊」と呼ばれている。
その後、3体目の着ぐるみが製作され、2013年（平成25年）10月13日の「夕張もみじ祭り」で披露された。また、2体目の「凶暴」は「リアル」に変更されており、新しい3体目は「シンカ」と名付けられた事が判った。
民間企業のキャラクターであるが夕張市には公式のマスコットキャラクターが存在しないため、ふるさと納税の返礼品として夕張メロンと並んでメロン熊グッズが多数提供されている。

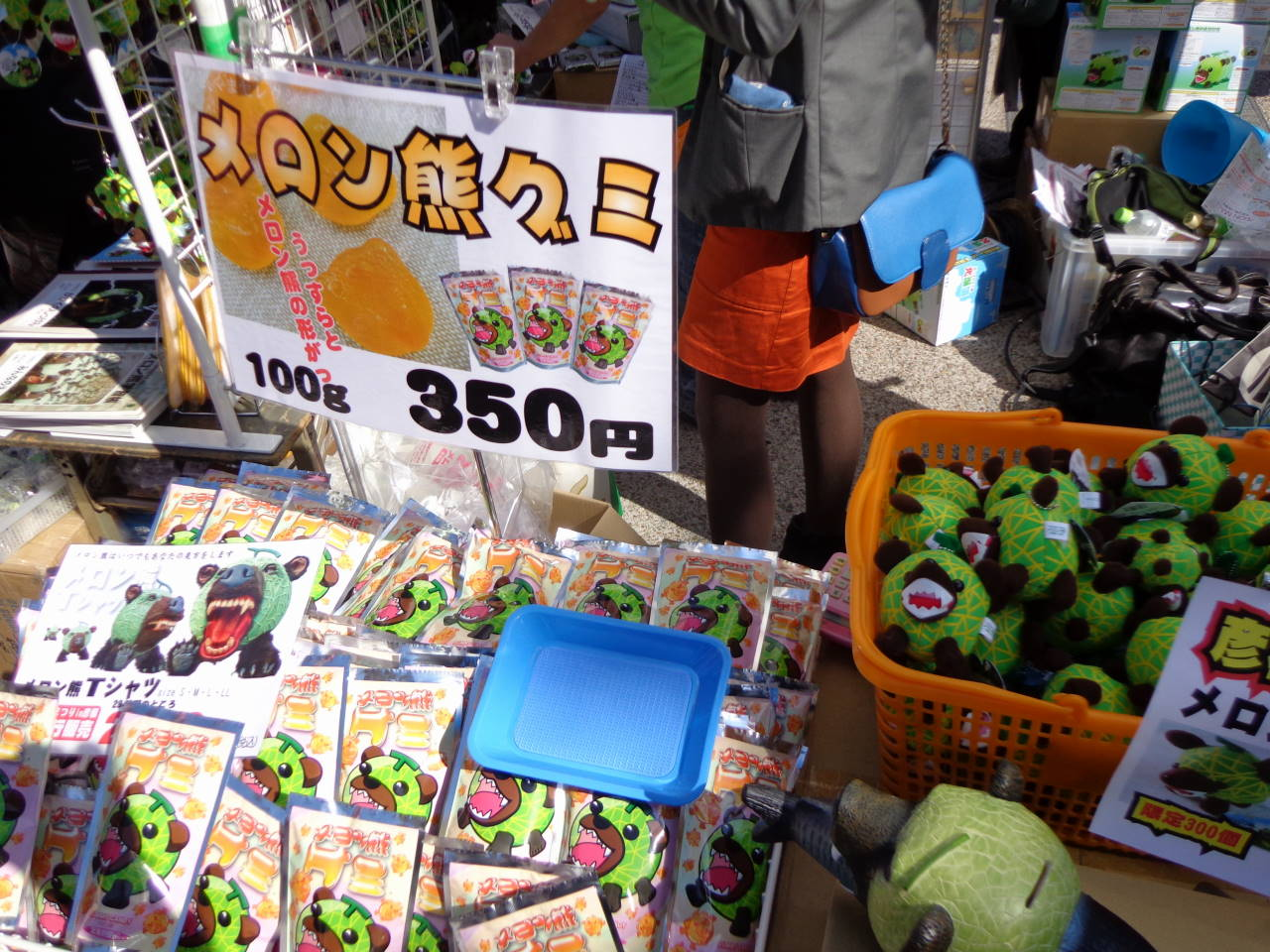
彦根ゆるキャラ祭り2012で販売されたメロン熊グッズ。着ぐるみと違い胴体は存在しない

## 沿革
2009年（平成21年）9月に夕張店店長の考案によるグッズが販売されると、そのインパクトのあるキャラクター性が受け、人気を呼ぶ。2010年（平成22年）9月には株式会社タイトーにより、プライズゲームのぬいぐるみやTシャツといったグッズの全国展開が決定。
さらに、メロン熊の着ぐるみも制作され、ゆるキャラブームの中で各地のイベントへの出没を繰り返し、夕張市のアピールを行っている。その際、共演する他のゆるキャラを牙でかじるのがお約束となっている。2011年（平成23年）の「ゆるキャラグランプリ2011」では、「ゆるくはないのは自分でもわかっています。ただ、やる気だけは誰にも負けません!」とアピールを行ったが、349体中146位に終わった。
2012年（平成24年）7月には夕張で開催された第51回日本SF大会（Varicon2012）において、参加者の投票によってメロン熊が暗黒星雲賞の自由部門を受賞した。
2013年（平成25年）には3月から8月にかけて行われた「ご当地キャラ総選挙」（日本百貨店協会主催）に出馬し、北海道からエントリーした21キャラの中でトップとなり地区代表となったが、7地区から選出されたキャラクターによる決選投票では7位に終わった。

### アニメ出演
いずれもエンディングクレジットには「協力：北海道物産センター夕張店」と表記されている。
- 2012年（平成24年）10月放送のテレビアニメ『うーさーのその日暮らし』第5話「熊とグルメとうーさーと」において、メロン熊が出演して主人公のうーさーに噛みついている。セリフは無し。
- 2019年（令和元年）10月放送のテレビアニメ『アフリカのサラリーマン』第4話において、狂暴化したメロン熊が登場。担当声優は伊東健人[10]。